# Flipou
Flipou – miejscowość i gmina we Francji, w regionie Normandia, w departamencie Eure.
Według danych na rok 1990 gminę zamieszkiwało 310 osób, a gęstość zaludnienia wynosiła 44 osoby/km² (wśród 1421 gmin Górnej Normandii Flipou plasuje się na 603. miejscu pod względem liczby ludności, natomiast pod względem powierzchni na miejscu 533).